# آریداگاوا، واکایاما
آریداگاوا، واکایاما (به لاتین: Aridagawa, Wakayama) یک منطقهٔ مسکونی در ژاپن است که در استان واکایاما واقع شده‌است. آریداگاوا  ۲۶٬۵۷۴ نفر جمعیت دارد.